# Rubidi
El rubidi és l'element químic de símbol Rb i nombre atòmic 37. El rubidi és un element metàl·lic tou, blanc argentat, del grup dels metalls alcalins. Fou descobert pels científics alemanys Robert Bunsen i Gustav Kirchhof el 1861 mitjançant espectroscòpia. L'isòtop Rb-87 és un isòtop natural del rubidi, lleugerament radioactiu. El rubidi és altament reactiu, amb propietats similars als altres elements del grup 1, com encendre's espontàniament en presència d'aire.

## Història

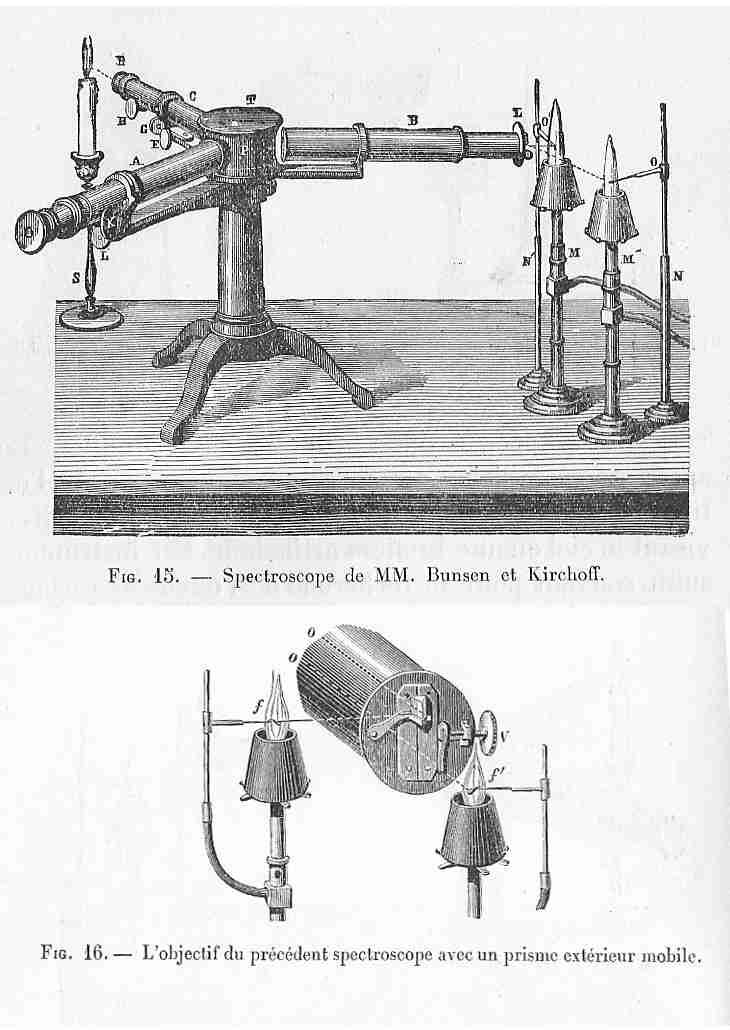
Dibuix de l'espectroscopi de Bunsen i Kirchhoff que apareix al llibre de Charles Vibert Précis de Toxicologie clinique & médico-légale, 2a ed., Baillière & fils, 1907

El descobriment del rubidi fou anunciat el 23 de febrer de 1861 en una reunió a Berlín de l'Acadèmia de les Ciències Leopoldina per part del químic alemany Robert Wilhelm Bunsen (1811-1899) i del físic alemany Gustav Robert Kirchhoff (1824-1907) de la Universitat de Heidelberg. Aquests científics analitzaren una mostra de lepidolita, un mineral del grup de les miques, mitjançant espectroscòpia d'emissió atòmica amb l'espectroscopi que havien inventat un any abans. Sabien que contenia liti i potassi i suposaven que contenia un altre element alcalí. Detectar les dues ratlles vermelles en l'espectre d'emissió que no corresponien a cap element conegut i que són la raó del seu nom «rubidi», del llatí rubĭdus, 'vermell fosc'. La primera mostra de rubidi pur no fou preparada fins al 1928 pel químic francès Louis Hackspill (1880-1963).
El 1995 Eric A. Cornell (1961) i Carl Wieman (1951) refredaren vapors de l'isòtop rubidi 87 a 170 nK i observaren un nou estat de la matèria, el condensat de Bose-Einstein, predit el 1924 per Satyendra Nath Bose (1894-1974) i Albert Einstein (1879-1955).

## Estat natural i obtenció

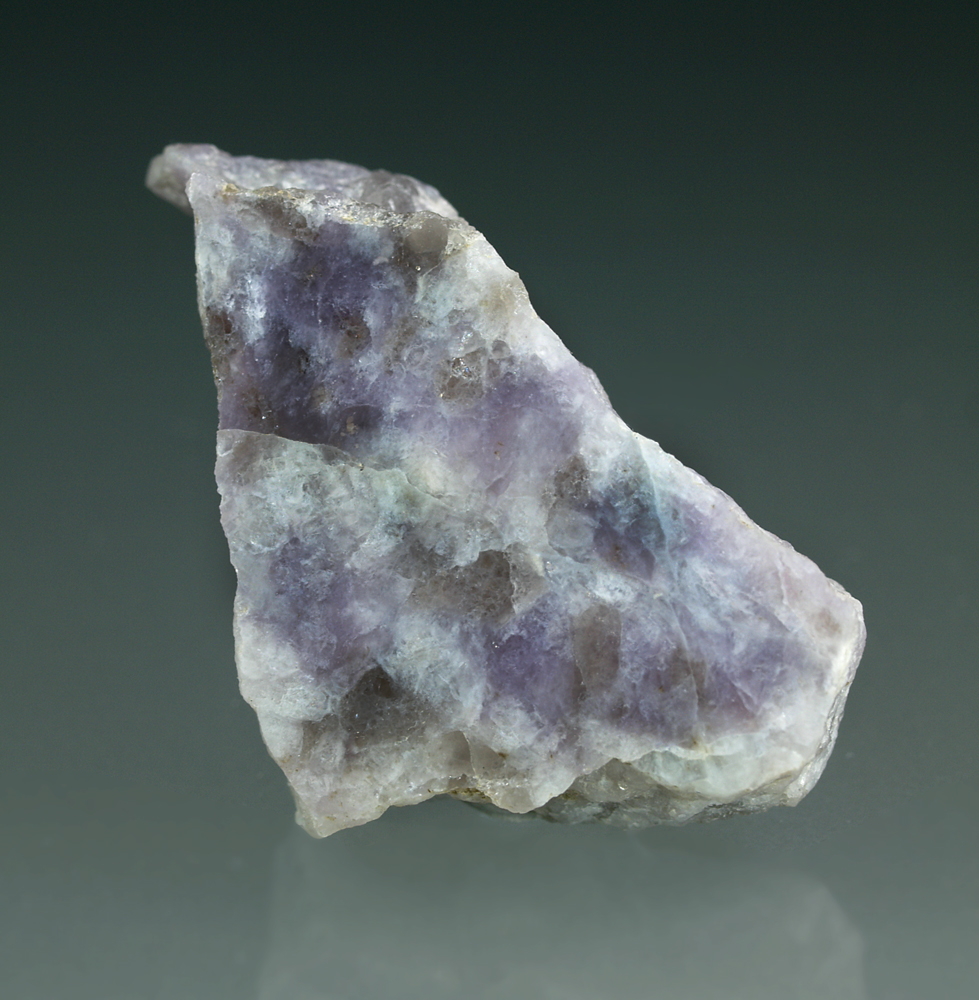
Rubiclina (Rb,K)AlSi3O8

És el 16è element més abundant de l'escorça terrestre, amb una concentració mitjana superior als 90 mg/kg. A l'aigua de la mar només hi és present en uns 0,1 ng/kg i a l'atmosfera no se'l troba. Només hi ha tres minerals que el contenen en un percentatge alt: la ramanita-(Rb) (25,17 %), la rubiclina (20,47 %) i la voloshinita (19,31 %). En traces superiors a l'1 % apareix a la pautovita (1,27 %) i a la pol·lucita (1,20 %).
No hi havia fonts oficials de dades de producció de rubidi. La producció se sap que té lloc a Namíbia i Zimbàbue i es creu que és extret a la Xina. La producció de la pol·lucita cessà al llac Bernic a Manitoba, Canadà, a finals de 2015. Els recursos minerals que contenen rubidi es troben en pegmatites zonificades. La lepidolita i la pol·lucita són els principals minerals d'on s'extreu el rubidi, i poden contenir fins a un 3,5 % i un 1,5 % d'òxid de rubidi {\displaystyle {\ce {Rb2O}}}, respectivament. Les reserves mundials més importants es troben a Namíbia (50 000 t), Zimbàbue (30 000 t) i al Canadà (12 000 t). Altres 10 000 t es troben als Estats Units, l'Afganistan, Austràlia, la Xina, Dinamarca, Alemanya, Japó, el Kazakhstan, Perú, Rússia, i al Regne Unit.

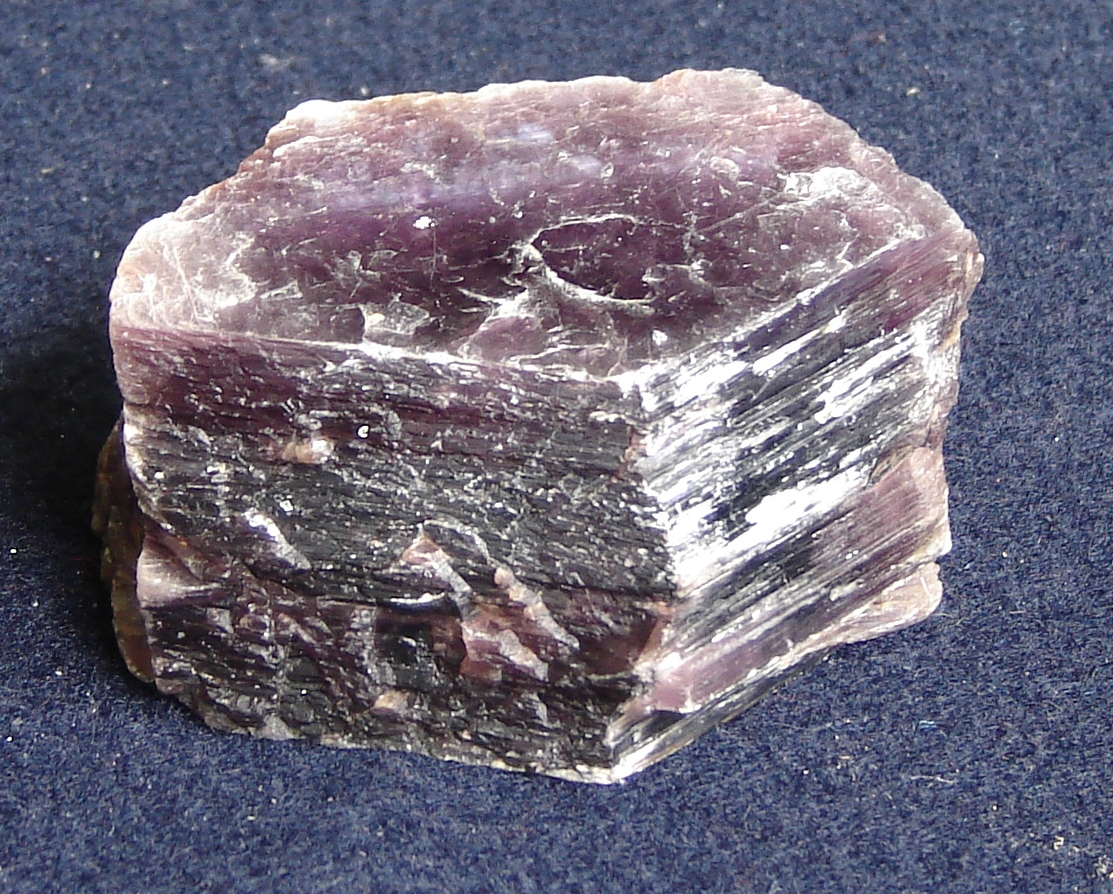
Si1O10]. El K és substituït en un baix percentatge per Na, Rb i Cs.

En el principal procés comercial de producció de rubidi, s'obtenen petites quantitats de rubidi a partir de la barreja de carbonats de metalls alcalins que queden després d'extreure les sals de liti de la lepidolita. Principalment, un carbonat de potassi, aquest subproducte també conté aproximadament un 23 % de rubidi. La dificultat principal associada a la producció de rubidi pur és que sempre es troba a la natura juntament amb el cesi i també es barreja amb altres metalls alcalins. Com que aquests elements són molt similars químicament, la seva separació presentava nombrosos problemes abans de l'arribada dels mètodes de bescanvi iònic i dels agents complexants específics d'ions com els èters corona. Un cop preparades les sals pures, convertir-les en metall lliure és una tasca senzilla. Això es pot fer per electròlisi del cianur {\textstyle {\ce {RbCN}}} fos o per reducció amb calci o sodi seguida d'una destil·lació fraccionada.

## Característiques

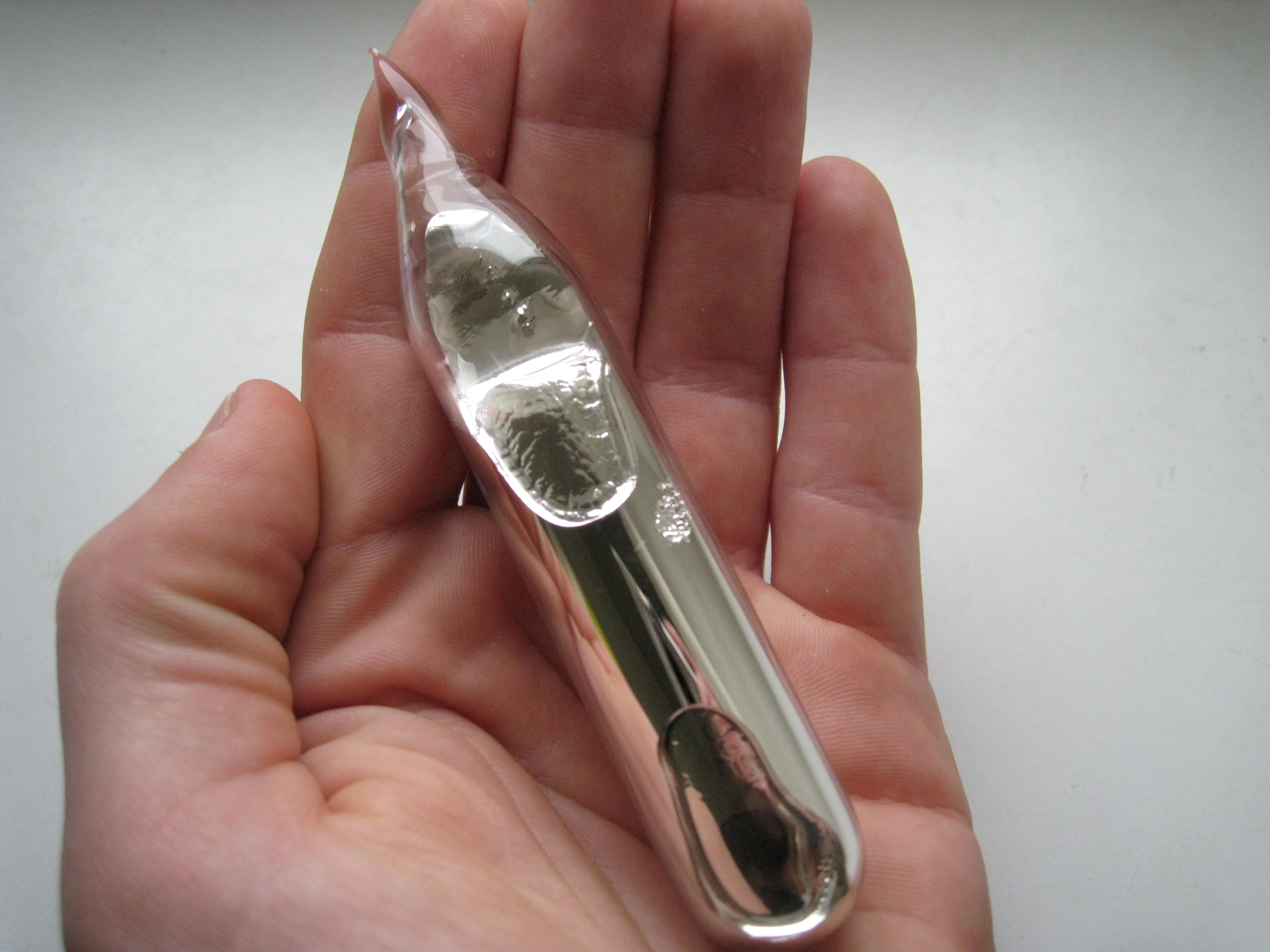
El rubidi es pot fondre en contacte amb la mà perquè el punt de fusió és 39,30 °C.

### Propietats físiques
El rubidi és un metall alcalí tou, de color argentat blanc brillant que s'entela ràpidament en aire, la seva densitat a 20 °C (sòlid) és 1,532 g/cm³ i a 39 °C (líquid) 1,475 g/cm³, el punt de fusió és 39,30 °C i el d'ebullició 688 °C. Per tant, és un metall que se'l pot trobar en estat líquid a temperatura ambient.

### Propietats químiques
El rubidi és molt reactiu, ja que és el segon element alcalí més electropositiu després del cesi ({\displaystyle \chi _{Rb}} = 0,82, {\displaystyle \chi _{Cs}} = 0,79). Igual que els altres metalls alcalins, presenta un únic estat d'oxidació (+1), car pot perdre el seu electró de valència s (configuració electrònica [Kr]5s1). Reacciona amb diòxid de carboni, hidrogen, nitrogen, sofre i halògens. Amb l'oxigen forma almenys quatre òxids: {\displaystyle {\ce {Rb2O}}}, {\displaystyle {\ce {RbO2}}}, {\displaystyle {\ce {Rb2O3}}} i {\displaystyle {\ce {RbO2}}}.
Com passa amb tots els altres metalls alcalins, forma amalgames amb el mercuri. S'alia amb or, cesi, sodi i potassi. Acoloreix una flama de color groguenc-violeta.
El rubidi és molt suau i es talla fàcilment donat una superfície brillant. No obstant això, aquesta superfície aviat s'embruta a causa de la reacció amb l'oxigen i la humitat de l'aire. Si el rubidi es crema a l'aire, el resultat és principalment la formació de superòxid de rubidi de color marró fosc:
{\displaystyle {\ce {Rb + O2 -> RbO2}}}
El rubidi reacciona molt ràpidament amb l'aigua per formar una dissolució incolora d'hidròxid de rubidi {\displaystyle {\ce {RbOH}}} i hidrogen {\displaystyle {\ce {H2}}}. La solució resultant és bàsica a causa de l'hidròxid dissolt. La reacció és molt exotèrmica i tan ràpida que si la reacció es porta a terme en un recipient de vidre, el recipient de vidre es pot trencar. La reacció és més lenta que la del cesi (immediatament per sota del rubidi a la taula periòdica), però més ràpida que la del potassi (immediatament per sobre del rubidi a la taula periòdica).
{\displaystyle {\ce {Rb + H2O -> RbOH + 1/2 H2}}}
El rubidi reacciona vigorosament amb tots els halògens per formar halogenurs de rubidi. Així, reacciona amb fluor, clor, brom i iode per formar respectivament fluorur de rubidi, clorur de rubidi, bromur de rubidi i iodur de rubidi:
{\displaystyle {\ce {2Rb + F2 -> 2RbF}}}{\displaystyle {\ce {2Rb + Cl2 -> 2RbCl}}}{\displaystyle {\ce {2Rb + Br2 -> 2RbBr}}}{\displaystyle {\ce {2Rb + I2 -> 2RbI}}}
El rubidi metàl·lic es dissol fàcilment en àcid sulfúric diluït per formar solucions que contenen el catió rubidi(1+) juntament amb el gas hidrogen.
{\displaystyle {\ce {2Rb + H2SO4 -> 2Rb+ + SO4^2- + H2}}}

## Isòtops
Es coneixen vint-i-quatre isòtops de rubidi, trobant-se'n en la natura només dos, el Rb-85 i el radioactiu Rb-87. Les mescles normals de rubidi són lleugerament radioactives.
L'isòtop Rb-87, que té una vida mitjana de 4,75 × 1010 anys, s'ha usat molt per a la datació radiomètrica de roques. El Rb-87 decau a Sr-87 estable emetent una partícula beta negativa: {\textstyle {\ce {^87Rb -> ^87Sr + \beta^{-}}}}. Durant la cristal·lització fraccionada, l'estronci tendeix a concentrar-se en la plagioclasa quedant el rubidi en la fase líquida, de manera que la ràtio Rb/Sr al magma residual s'incrementa al llarg del temps. Les majors ràtios, de 10 o més, es troben en les pegmatites. Si la quantitat inicial d'estronci és coneguda o pot extrapolar-se, mesurant les concentracions de Rb i Sr i el quocient Sr-87/Sr-86 pot determinar-se l'edat de la roca. Evidentment, l'edat mesurada serà la de la roca, si aquesta no ha sofert alteracions després de la seva formació.
La freqüència de ressonància de l'àtom de Rb-87 s'usa com a referència en normes i oscil·ladors utilitzats en transmissors de ràdio i televisió, en la sincronització de xarxes de telecomunicació i en la navegació i comunicació via satèl·lit. L'isòtop s'empra a més en la construcció de rellotges atòmics.
L'isòtop Rb-82 es fa servir en l'obtenció d'imatges del cor o del cervell mitjançant tomografia per emissió de positrons (PET). A causa de la seva curta vida mitjana (1,273 minuts) se sintetitza —abans de la seva administració— a partir d'estronci 82, ja que amb tan sols un dia es desintegra pràcticament per complet. La desintegració és {\textstyle {\ce {^82Rb -> ^82K + \beta^{+}}}}.

## Aplicacions

### Indústria elèctrica

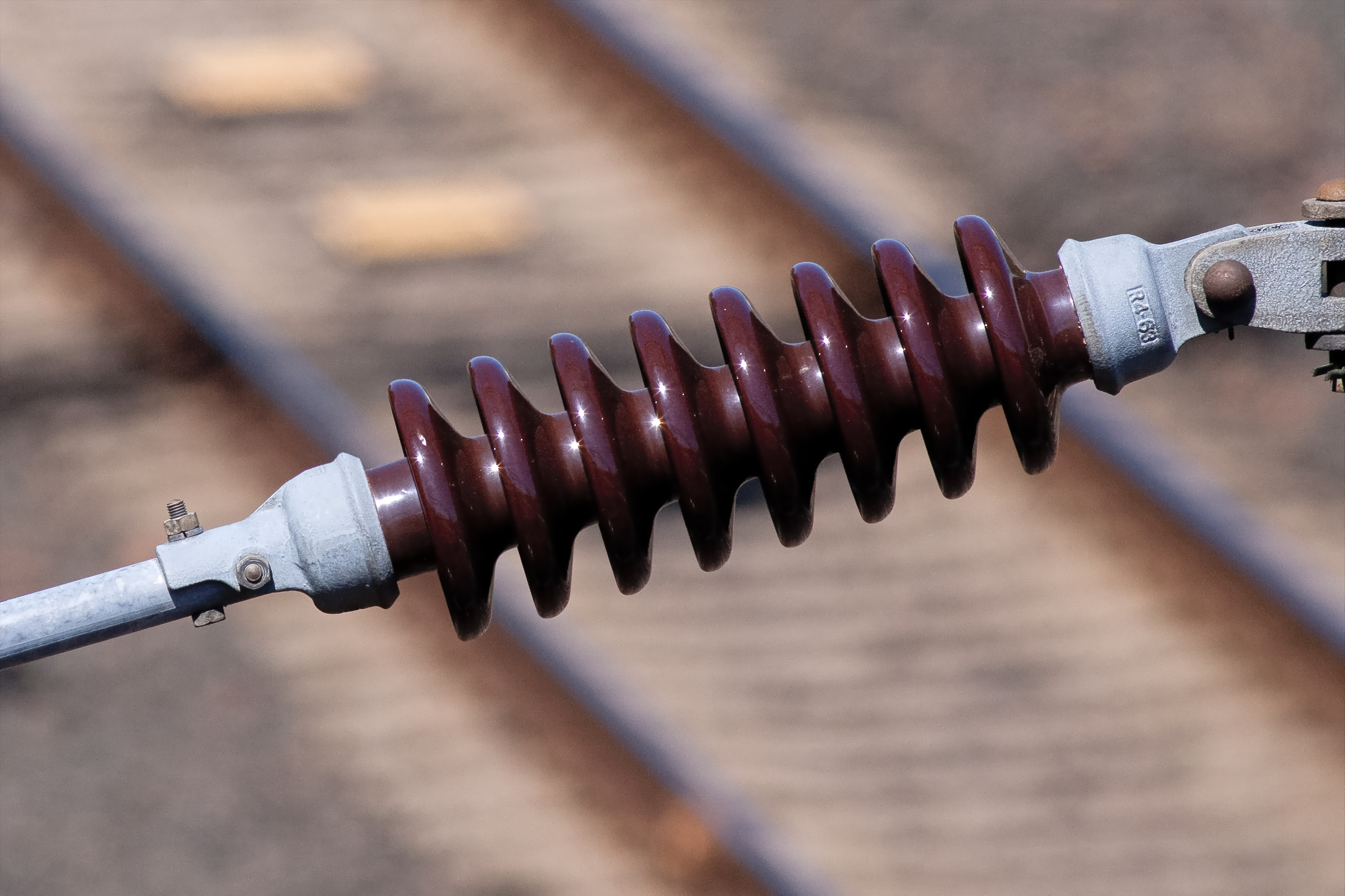
Aïllant de línia d'alta tensió.

El rubidi, per la seva alta constant dielèctrica, es fa servir en la fabricació d'aïllament ceràmic per a línies d'alt voltatge, pel fet que aquest metall augmenta enormement la capacitat d'aïllament i redueix la pèrdua de corrent.

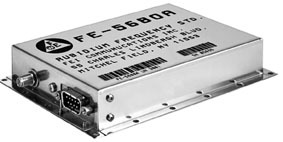
Oscil·lador de rubidi 87 d'un rellotge atòmic.

### Indústria electrònica
Com el cesi, el rubidi s'usa en cèl·lules fotovoltaiques, ja que converteix la llum en electricitat. Els rellotges atòmics que fan servir el rubidi 87 per a controlar la freqüència són més barats i més compactes que els rellotges atòmics amb cesi 133, però menys precisos. S'utilitzen per a controlar la freqüència d'estacions de televisió i telefonia, i també en sistemes de posicionament global (GPS).

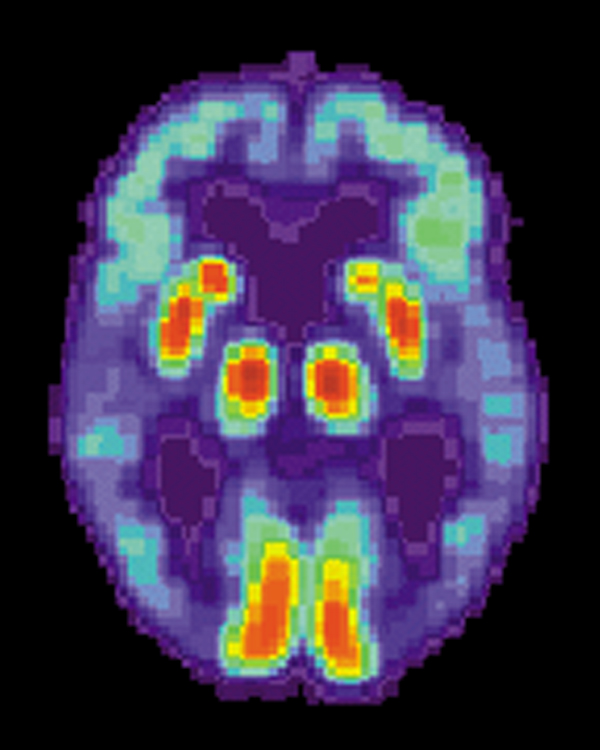
Imatge obtinguda mitjançant tomografia per emissió de positrons d'un cervell humà d'una persona amb la malaltia d'Alzheimer.

### Medicina
L'isòtop radioactiu rubidi 82 és absorbit ràpidament per les cèl·lules del cor i es pot emprar per a identificar mitjançant tomografia per emissió de positrons (PET) les regions del múscul cardíac amb poc reg sanguini i, per tant, amb risc d'infart de miocardi. Comparat amb el tecneci 99m, el rubidi 82 permet un diagnòstic més acurat i un nivell d’exposició a la radiació més baix, però és més car. També s'usa en estudis de tumors cerebrals.

### Altres camps
El pentaiodur de tetraargent i rubidi {\displaystyle {\ce {RbAg4I5}}} és un compost important, ja que té la temperatura ambient més alta conductivitat de qualsevol cristall iònic conegut.
El radioisòtop rubidi 87 s'utilitza en determinacions geocronològiques de roques (la seva vida mitjana és de 50 × 10⁹ anys).
El rubidi es pot ionitzar amb facilitat pel que s'ha estudiat el seu ús en motors iònics per a naus espacials, encara que xenó i el cesi han demostrat una major eficàcia per a aquest propòsit. S'utilitza principalment en la fabricació de vidres especials per a sistemes de telecomunicacions de fibra òptica i equips de visió nocturna.

## Toxicitat
El rubidi no és especialment perjudicial per als humans i, un cop al cos, els seus ions s'excreten ràpidament per la suor i l'orina. El clorur de rubidi s'ha utilitzat per estudiar el transport d'ions potassi(1+) en humans, ja que els ions rubidi(1+) no es troben de manera natural al cos i quan estan presents es tracten com si fossin potassi. De manera similar, com que tendeix a recollir-se a l'interior de les cèl·lules, especialment els tumors, l'isòtop radioactiu Rb-82 es pot emprar per localitzar tumors cerebrals.
La baixa toxicitat del rubidi està confirmada per un estudi de 1971 que tenia com a objectiu avaluar la viabilitat de fer servir clorur de rubidi com a antidepressiu, ja que s'havien observat efectes similars en micos. Després de rebre 23 grams de rubidi durant 75 dies, un voluntari no mostrà efectes secundaris nocius.

## Precaucions
El rubidi reacciona violentament amb l'aigua podent provocar la inflamació de l'hidrogen després en la reacció. Per assegurar la puresa del metall i la seguretat en la seva manipulació, s'emmagatzema en oli mineral sec, en buit o en atmosfera inerta.